# Arkesilaos II.

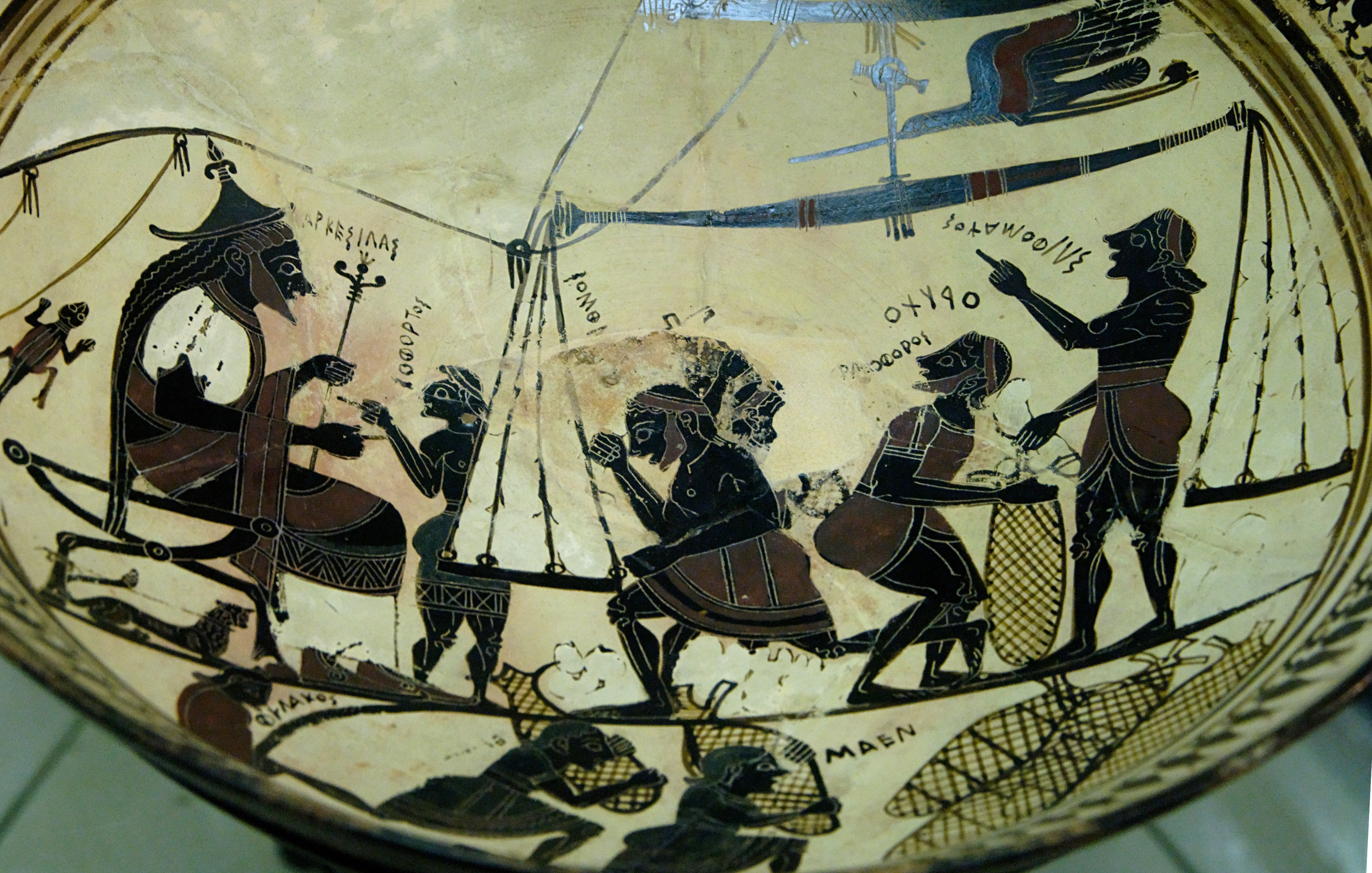
Bildnis des Arkesilaos auf der Arkesilas-Schale

Arkesilaos II. (altgriechisch Ἀρκεσίλαος ὁ Χαλεπός Arkesílaos ho Chalepós) war von etwa 565/60–555/50 v. Chr. als Nachfolger seines Vaters Battos II. König von Kyrene.
Arkesilaos, der den Beinamen „der Harte“ (auch „der Grausame“) trug, hatte neben den Schwierigkeiten mit den einheimischen Stämmen auch noch hausinterne Nöte geschaffen. Sein autoritärer Führungsstil bewegte seine Brüder, die Residenzstadt zu verlassen und eine neue Ansiedlung namens Barke, im Westen der Kyrenaika, zu gründen. Von dort aus sabotierten die abtrünnigen Geschwister ihren Bruder und wiegelten die Einheimischen zu Unruhen auf.
Beim Rachefeldzug des Arkesilaos wurden die Libyer zunächst weit nach Osten zurückgeworfen, doch dann erfochten die in die Enge getriebenen Stämme bei Leukon einen glänzenden Sieg. Der König verlor 7000 Hopliten. Der bald darauf ernsthaft erkrankte Arkesilaos fiel einem Attentat seines Bruders – bei Plutarch ein Freund des Königs – Laarchos zum Opfer, der nach der Herrscherwürde strebte. Arkesilaos’ Witwe Eryxo rächte ihn und ermordete Laarchos.